# Carla Zampatti
Carla Maria Zampatti (19 mai 1942 - 3 avril 2021) était une créatrice de mode et femme d'affaires australienne d'origine italienne, et présidente exécutive de la marque de mode Carla Zampatti Pty Ltd., dont les vêtements étaient connus pour être beaux tout en étant pratiques.

## Origine
Née à Lovero en Italie en 1942, Zampatti s'est installée avec sa famille à Fremantle (Australie occidentale), en 1950,. La famille a ensuite déménagé à Bullfinch, où elle a été scolarisée pendant plusieurs années.

## Carrière
En 1965, Zampatti produisit sa première petite collection pour Zampatti Pty Limited, suivie deux ans plus tard par un lancement national, et en 1970, par la création de Carla Zampatti Limited. Ses vêtements ont connu le succès depuis le début. L'une de ses premières robes, achetée en 1967, était encore utilisée pour des occasions spéciales par son acheteuse d'origine en 2021, un fait qui a contribué au débat en cours sur la qualité et la durabilité de la mode,. Elle a été portée à nouveau lors des funérailles de la créatrice.
Zampatti ouvrit sa première boutique en 1972 à Surry Hills, Sydney. Durant les trois années suivantes, des boutiques furent ouvertes à Mosman, Double Bay et Elizabeth Street, Sydney, faisant grandir l'entreprise jusqu'à devenir une chaine de 30 boutiques et concept stores à travers l'Australie. Avec la croissance de la marque, Zampatti gagna les magasins David Jones en 1990 et Myer en 1992, puis signa un contrat d'exclusivité avec David Jones en 2009. La chanteuse australienne d'origine italienne Tina Arena est connue pour porter ses pièces, tout comme d'autres icônes australiennes comme la Princesse Mary du Danemark, Dannii Minogue, Delta Goodrem, et Ita Buttrose.
En 1973, Zampatti est devenue l'une des premières créatrices australiennes à inclure des maillots de bain dans sa collection. S'étendant à d'autres domaines de la mode, elle a été chargée de créer les premières lunettes de créateur de la gamme Polaroid. En 1983, Zampatti lance son premier parfum, « Carla ». Ce fut un succès, et elle en sortit un deuxième en 1987, « Bellezza ». En partenariat avec Ford Australia, Zampatti a repensé une voiture spécialement destinée au marché féminin. Son premier Ford Laser, produit en 1985, a été suivi deux ans plus tard avec une collection de Lasers et de Météores.
Zampatti a occupé un certain nombre de postes de direction, y compris présidente de la SBS Corporation, directrice du groupe Westfield Corporation, et administratrice de la galerie d'art de la Nouvelle-Galles du Sud. Elle a été membre du conseil d'administration de l'Australian Multicultural Foundation, de l'European Australian Business Council, de la Sydney Dance Company, de la MCA Foundation et du Industry Advisory Board d'UTS VC. De 1988 jusqu'à sa mort en 2021, Zampatti a été juge des Ethnic Business Awards, un prix national prestigieux pour les entrepreneurs migrants et autochtones qui honore leur contribution à la nation.
En 2015, HarperCollins a publié l'autobiographie de Zampatti, My Life, My Look,.

## Décorations
Zampatti a été nommée membre de l'Ordre d'Australie (AM) dans les honneurs de la Journée de l'Australie en 1987 pour ses services à l'industrie de la mode en tant que créatrice et fabricante. Elle a été élevée au rang de Compagnon de l'Ordre dans la liste des honneurs de l'anniversaire de la Reine en 2009,. En 2001, Zampatti a reçu la médaille du centenaire pour ses services à la société australienne en matière de direction d'entreprise. Zampatti a été désignée "Femme d'Affaires Bulletin / Qantas de l'année", et en 1994 l'industrie de la mode australienne l'a nommée créatrice de l'année".
En janvier 2005, Zampatti a été honorée par Australia Post et représentée sur un timbre-poste australien commémoratif, aux côtés d'autres créatrices et créateurs de mode australiens, Prue Acton, Jenny Bannister, Collette Dinnigan, Akira Isogawa et Joe Saba. Le prix est annoncé chaque année dans la perspective de la Journée de l'Australie, et ses récipiendaires sont représentés individuellement sur un timbre-poste. Zampatti a ensuite conçu le nouvel uniforme de la poste australienne, lancé en octobre 2007.
En 2004, le Gouvernement italien l'a nommée Commandeur de l'Ordre du mérite de la République italienne.
Le Australian Fashion Laureate Award a été décerné à Zampatti en août 2008. Le prix est décerné par des membres de l'industrie, une initiative du gouvernement de la Nouvelle-Galles du Sud et d'IMG Fashion. Il récompense les réalisations exceptionnelles et constitue la plus haute distinction de l'industrie australienne de la mode,.
En 1999, Zampatti a été admise en tant que docteur en lettres honoris causa par l'Université occidentale de Sydney. En décembre 2018, l' Université de Wollongong lui a également décerné un doctorat honoris causa.

## Vie privée
Zampatti s'est mariée deux fois : elle a épousé Leo Schuman, son premier mari, en 1964. Ils ont divorcé en 1970. Son deuxième mari était le politicien John Spender de 1975 jusqu'à ce qu'ils se séparent en 2008 et divorcent en 2010,.
Elle a eu trois enfants : Alex Schuman (PDG de Carla Zampatti Pty Ltd), Allegra Spender (PDG de Carla Zampatti Pty Ltd 2008-2016) et Bianca Spender (créatrice).

## Décès
Le 26 mars 2021, Zampatti a assisté à la soirée d'ouverture de La traviata à Mme Macquarie's Point sur le port de Sydney, où elle a perdu connaissance après être tombée dans un escalier. Elle a été emmenée à l'hôpital St Vincent où elle est décédée des suites de ses blessures le 3 avril, à l'âge de 78 ans,. La famille de Zampatti a accepté l'offre de funérailles d'État du gouvernement de la Nouvelle-Galles du Sud. Le service a eu lieu à la cathédrale St Mary, à Sydney, le 15 avril 2021, où de nombreux participants portaient ses créations, et sa fille a déclaré : « Si elle était vivante, elle dirait que c'est l'enterrement le mieux habillé auquel elle ait jamais assisté ».